# François Cholé
François Cholé est un pianiste français, concertiste international et pédagogue, né le 19 mai 1906 à Saint-Dié-des-Vosges et mort dans la même ville le 21 février 1991.
Sa carrière d'interprète a été subitement arrêtée en 1955 à la suite d'un accident de chasse.

## Biographie
Son père était représentant commercial de la maison de textile François Hans de Gérardmer. Sa mère lui fait apprendre le piano très jeune à Saint-Dié.
Lors de la Première Guerre mondiale, la famille est évacuée et s'installe à Toulouse, où il entre au Conservatoire et y obtient à l'âge de 11 ans, et après seulement deux ans d'études, un 1er Prix.
Il intègre ensuite la classe de Marguerite Long au Conservatoire de Paris, où il suit également avec Paul Vidal et Lucien Capet des cours d'harmonie et de musique d'ensemble.
En 1925, le jury lui refuse le 1er prix, jugeant son interprétation de la Mephisto-Valse de Franz Liszt trop identique à celle d'Yves Nat, pianiste vedette de l'époque à Paris. Toutefois, l'année suivante, il obtient brillamment son premier prix premier nommé, qui lui est remis par Maurice Ravel, alors président du jury.
Il fait son service militaire au 151e régiment d'infanterie à Coblence de 1927 à 1929.
Durant la Seconde Guerre mondiale, il est agent de liaison dans la Résistance, et échappe de peu à la déportation.
À la Libération, frappé par le malheur des déodatiens, dont la ville est sinistrée à 90 %, il donne une tournée de trente-six récitals afin de contribuer à leur apporter une aide de première urgence. Avec le bénéfice de ces concerts, il achète 615 stères de bois, qu'il fait distribuer à chaque famille sinistrée et nécessiteuse de la ville.
En 1944, il épouse Paulette Larger qui lui donnera deux enfants, Marie-Geneviève et Jean-François.
En 1955, lors d'une partie de chasse aux perdreaux, le tendon du majeur de sa main droite est sectionné par la morsure d'un chien, ce qui met fin à sa carrière de concertiste.
Il compose à la fin de sa vie un « Notre Père ».
La ville de Saint-Dié lui a dédié la salle de spectacles du Musée Pierre-Noël, inaugurée le 14 février 1997.

## Les concerts
Après son service militaire, il entame une carrière de concertiste et retrouve le célèbre violoniste et compositeur Georges Enesco qu'il avait connu en 1926 au Conservatoire de Paris. De 1929 à 1939, ils donnent ensemble plus de 360 concerts, et en mai 1939 ils jouent ensemble une dernière série de 14 séances de sonates à Paris. Ils auront encore quelques occasions de jouer ensemble après la guerre, comme par exemple lors d’un concert à Liège en novembre 1947. Le critique musical Bernard Gavoty rapportera cette parole de Georges Enesco : « Quand je joue, je fais de mon mieux, avec Cholé je fais mieux ».
Il joue aussi en tant que soliste avec de grands ensembles symphoniques comme les Concerts Lamoureux ou l'Orchestre de la radiodiffusion française. Il est également accompagnateur dans des récitals de chant et joue aussi dans des concerts de musique de chambre.
Ses tournées le mènent dans toutes les grandes villes de France et dans la plupart des grandes capitales d'Europe (Angleterre, Allemagne, Pays-Bas, Belgique, Yougoslavie, Hongrie).
Représentant de l'école française de piano, il s'attache à promouvoir la musique contemporaine, Messiaen, Debussy, Ravel, de Falla, Enesco, Prokofiev, Milhaud, tout en restant l'interprète du répertoire romantique, et plus intimement celui de Frédéric Chopin.
Il reprend après la Deuxième Guerre mondiale ses tournées de concerts au rythme de 60 à 80 récitals par an, dont une en 1949 consacrée au centenaire de la mort de Chopin. Durant cette période, certains de ses concerts sont radiodiffusés.
Avec Alfred Grégoire et Roger Glineur, il fonde le Trio de Strasbourg, avec lequel il donne de nombreux concerts.
De 1926 à 1958, François Cholé a donné environ 1300 concerts et récitals.

## L'enseignement du piano
Après l'accident qui met fin à sa carrière de concertiste, il se tourne vers l'enseignement du piano, à titre privé ou au Conservatoire de Nancy, où il succède à Georgette Gabiano-Blouet et enseigne pendant 17 ans, de 1958 à 1975.
Plusieurs de ses élèves sont devenus à leur tour pianistes et enseignent dans des conservatoires, comme son fils Jean-François Cholé, Michel Béroff, Bruno Faivre, Jean Kerner, Corinne Kloska, Michel Muller, Benoît Colin, Annie Boulanger, Roland-France Lanord (qui lui succède à son départ en retraite au Conservatoire de Nancy).
François Cholé a créé un concours de piano qui s'est tenu à la salle Poirel de Nancy, le premier en 1960, le second l'année suivante, avec pour membres du jury Reine Gianoli, György Sebök, Camille Schmit, Pierre Cortellezzi et Marcel Dautremer.

## Décorations
- Chevalier de la Légion d'honneur. Il est fait Chevalier de la Légion d'honneur en 1980[réf. souhaitée], au cours d'une cérémonie présidée par l'organiste et critique musical Bernard Gavoty.